# Sept Écossais du Texas
Pour plus de détails, voir Fiche technique et Distribution.
Sept Écossais du Texas (Sette pistole per i MacGregor) est un western spaghetti hispano-italien réalisé par Franco Giraldi et sorti en 1966.
C'est le premier long métrage de son réalisateur, qui avait été l'assistant de Sergio Leone dans Pour une poignée de dollars. Le film est un succès immédiat et une suite intitulée Sept Écossais explosent sortira un an plus tard.

## Synopsis
Profitant de l'absence des sept enfants, un groupe de bandits fait une descente dans la ferme McGregor, une famille écossaise qui élève des chevaux à la frontière entre l'Arizona et le Mexique. La résistance des parents âgés et l'arrivée des enfants obligent cependant les malfaiteurs à se retirer.
Quelques jours plus tard, les jeunes MacGregor partent avec deux cents têtes de bétail pour la foire de Las Mesas. Sur place, cependant, ils doivent faire face à l'intimidation de Crawford, un écuyer cupide qui tient son pouvoir grâce au soutien du shérif et à l'appui du gang de Santillana, celui-là même qui avait attaqué leur ferme. Les frères MacGregor réagissent, mais sont arrêtés et embastillés. Après être parvenus à s'évader, ils découvrent que tous leurs chevaux ont été volés et trouvent refuge dans la ferme de Rosita, la fille d'un éleveur qui vient d'être tué par les bandits...

## Fiche technique
Sauf indication contraire, les informations mentionnées dans cette section peuvent être confirmées par la base de données cinématographiques IMDb,  présente dans la section « Liens externes ».
- Titre français : Sept Écossais du Texas[2] ou Sept Écossais au Texas[3]
- Titre original italien : Sette pistole per i MacGregor[4]
- Titre espagnol : Siete pistolas para los Mac Gregor
- Réalisation : Franco Giraldi (sous le nom de « Frank Grafield »)
- Scénario : Enzo Dell'Aquila (sous le nom de « Vincent Eagle »), Fernando Di Leo (sous le nom de « Fernand Lion »), David Moreno, Duccio Tessari
- Photographie : Alejandro Ulloa
- Montage : Nino Baragli, Mario Morra
- Musique : Ennio Morricone (dirigé par Bruno Nicolai)
- Décors : Jaime Pérez Cubero
- Costumes : Carlo Simi (sous le nom de « Karl Kinds »)
- Production : Dario Sabatello (sous le nom de « Tell O'Darsa »)
- Société de production : Estela Films, Jolly Film, Produzione Dario Sabatello
- Pays de production :  Italie -  Espagne
- Langue de tournage : italien
- Format : Couleur par Technicolor - 2,35:1 - Son mono - 35 mm
- Durée : 95 minutes (1 h 35)
- Genre : Western spaghetti
- Dates de sortie :
  - Italie : 2 mars 1966 (Rome) ; 12 mars 1966 (Turin) ; 16 mars 1966 (Milan)
  - France : 20 février 1967

## Distribution
- Robert Woods : Gregor MacGregor
- Fernando Sancho : Miguel
- Leo Anchóriz : Santillana
- Agata Flori : Rosita Carson
- Manuel Zarzo : David MacGregor
- Nazzareno Zamperla (sous le nom de « Nick Anderson ») : Peter MacGregor
- Paolo Magalotti (sous le nom de « Paul Carter ») : Kenneth MacGregor
- Alberto Dell'Acqua (sous le nom d'« Albert Waterman ») : Dick MacGregor
- George Rigaud : Alastair MacGregor
- Francesco Tensi (sous le nom de « Harry Cotton ») : Harold MacGregor
- Julio Pérez Tabernero : Mark MacGregor
- Saturnino Cerra : Johnny MacGregor
- Ana María Noé : Mamie MacGregor
- Margherita Horowitz : Annie MacGregor
- Cris Huerta : Crawford
- Antonio Molino Rojo : Le shérif
- Rafael Bardem : Juge Garland
- Pilar Truchado : Barbara
- Perla Cristal : Perla